# Ospedale delle Donne

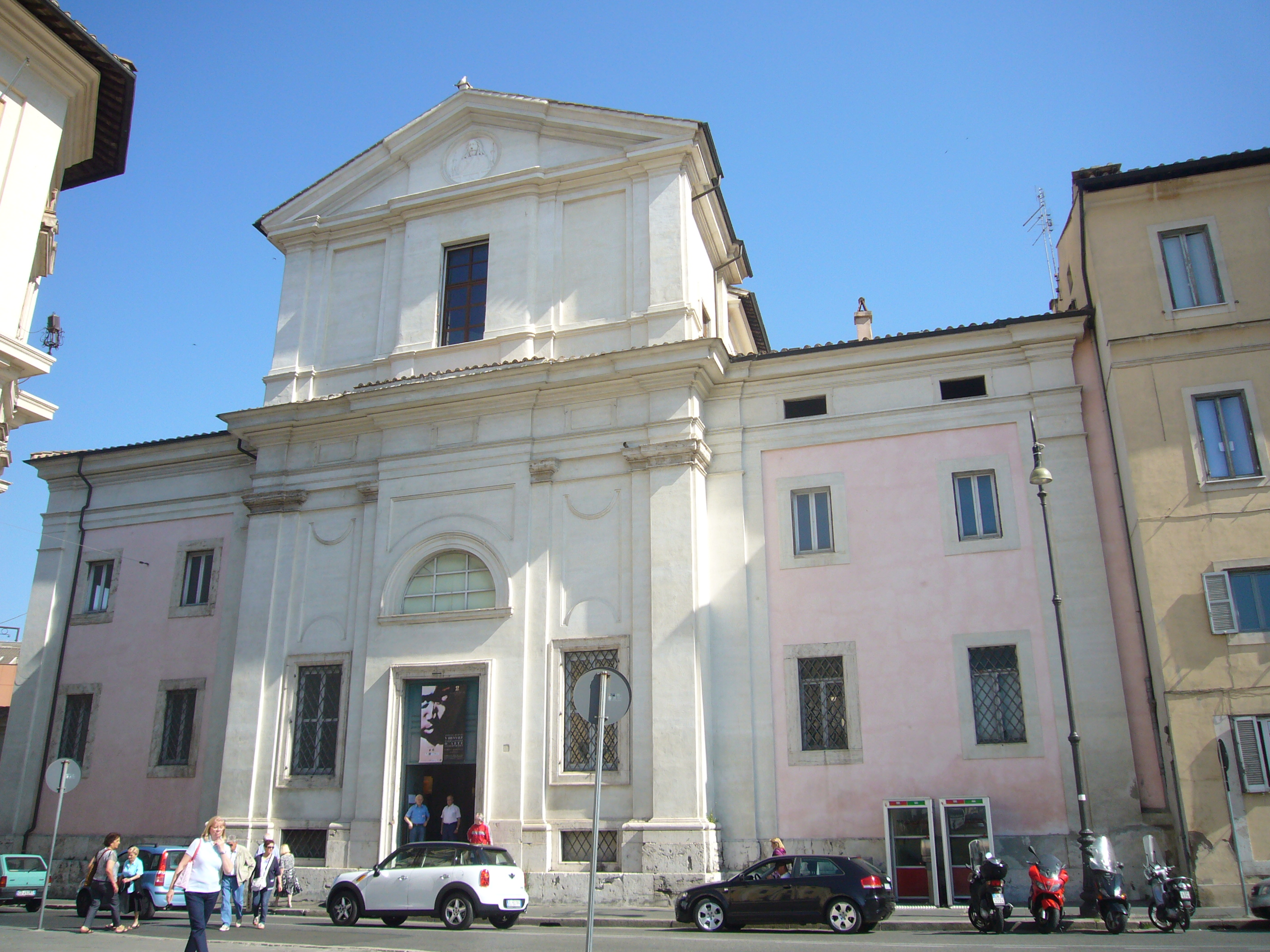
Fachada do grande salão do hospital.

Ospedale delle Donne é um antigo complexo hospitalar localizado na esquina da Piazza San Giovanni in Laterano com a Via di San Giovanni in Laterano, no rione Monti de Roma. Parte da chamada Azienda ospedaliera San Giovanni Addolorata, fica ao lado do Ospedale del Salvatore, do qual era o anexo feminino (daí o seu nome), e do Aqueduto de Nero, uma derivação da Água Cláudia que atravessa o monte Célio construído pelo imperador romano Nero para levar água para sua grandiosa Casa Dourada.

## História

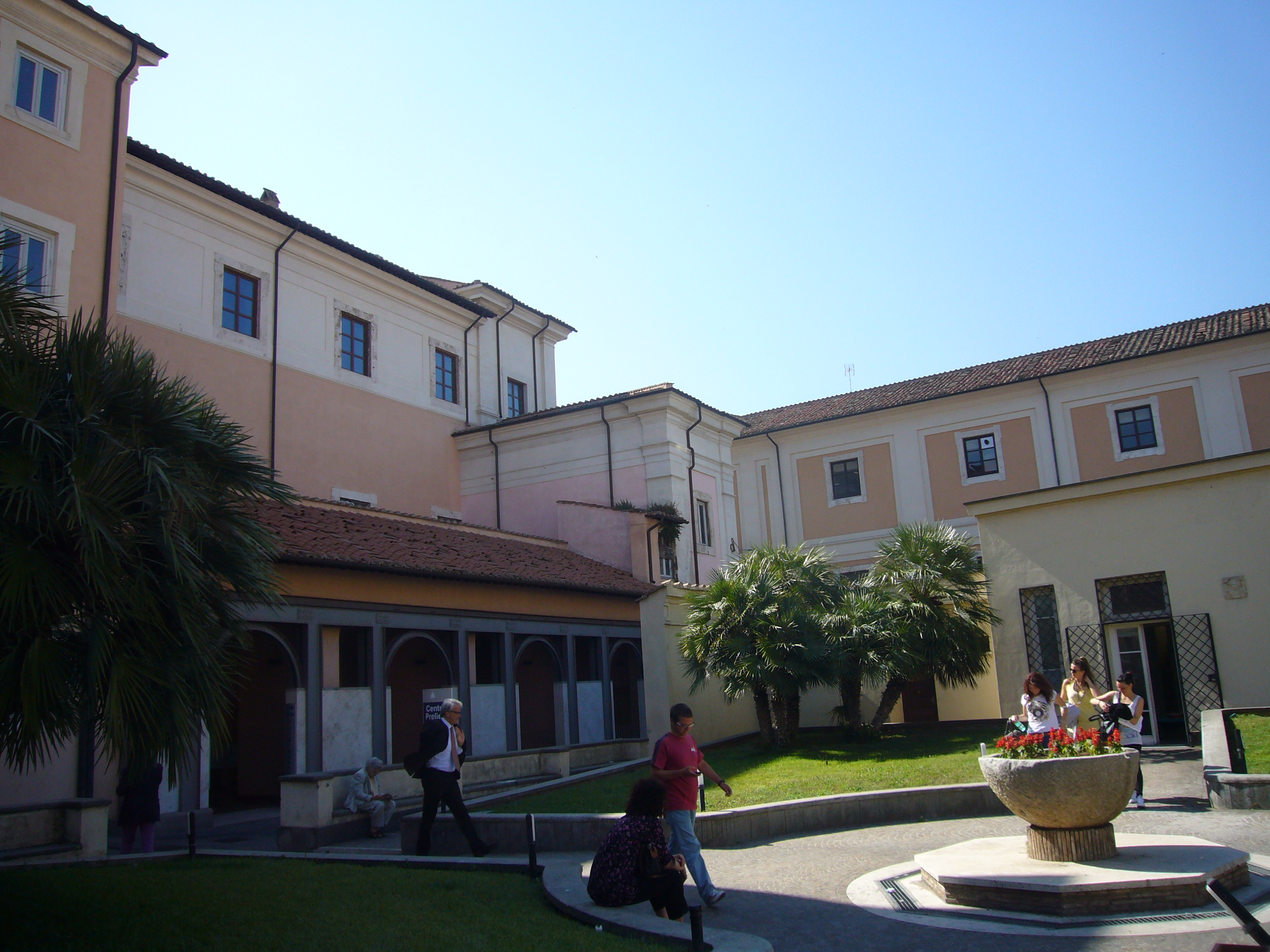
Jardim interno.

A origem do hospital neste local é bastante antiga. Já na primeira metade do século II, um edifício foi ampliado e restaurado pelo cardeal Giovanni Colonna, titular de Santa Praxedes. Em 1655-1656, ele foi completamente reconstruído pelo arquiteto Giovanni Antonio De Rossi, que, por questões econômicas, recebeu a missão de reaproveitar o quanto fosse possível da antiga estrutura. Esta limitação acabou por condicionar a planta do complexo, formado por um longo edifício cujo interior era um grande salão com duas fileiras de leitos encostados nas paredes laterais. A luz entrava por duas fileiras de grandes janelas abertas nas paredes.

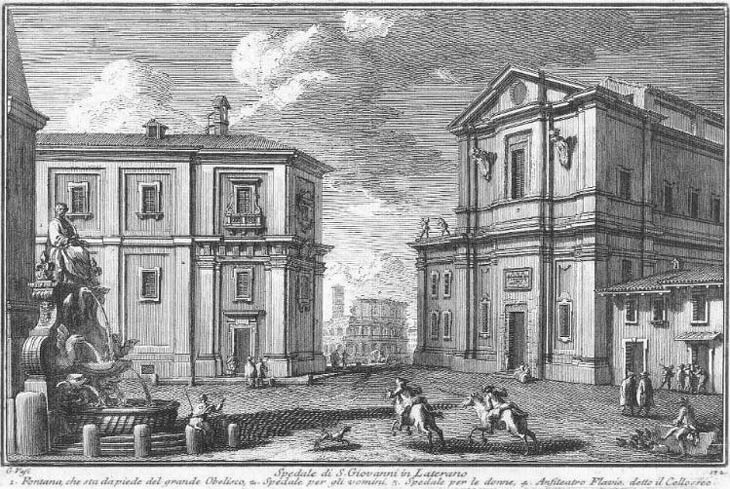
Gravura de Giuseppe Vasi (década de 1750) com vista do hospital (à direita) e da Via di San Giovanni in Laterano a partir do Obelisco Laterano.

A fachada na praça foi completada, seguindo o projeto original, somente no século XVIII. O arquiteto havia previsto um pórtico externo ao longo do lado esquerdo do edifício e um lance de degraus baixos que pudessem ser facilmente transpostos por animais de carga, responsáveis por manter abastecidos os estoques do hospital. Em 1721, um édito da antiga Congregação da Visita Apostólica determinou que o hospital seria reservado às mulheres; aos homens foi reservado o Ospedale di Santo Spirito. Nesta época, uma terceira fileira de leitos já existia correndo pelo eixo central do prédio entre as outras duas.
O complexo foi restaurado muitas vezes, o que levou à construção de divisórias internas no salão, a demolição do pórtico externo e a construção de outros pavilhões de uso hospitalar no complexo. Por ocasião do Jubileu de 2000, com base num projeto dos arquitetos Paolo Portoghesi e Francesco Pontoriero, foi construída uma escada externa de segurança na metade do lado direito do grande salão, a fachada foi restaurada com a reconstrução do pórtico lateral, desta vez com vigas no lugar das arcadas originais.
Atualmente o antigo salão do hospital é utilizado para exposições. Muitos elementos arquitetônicos de uma casa romana do século II foram encontrados na área onde o moderno hospital foi construído e alguns deles ainda podem ser admirados nos jardins do complexo durante os horários de visitas aos pacientes.

## Descrição

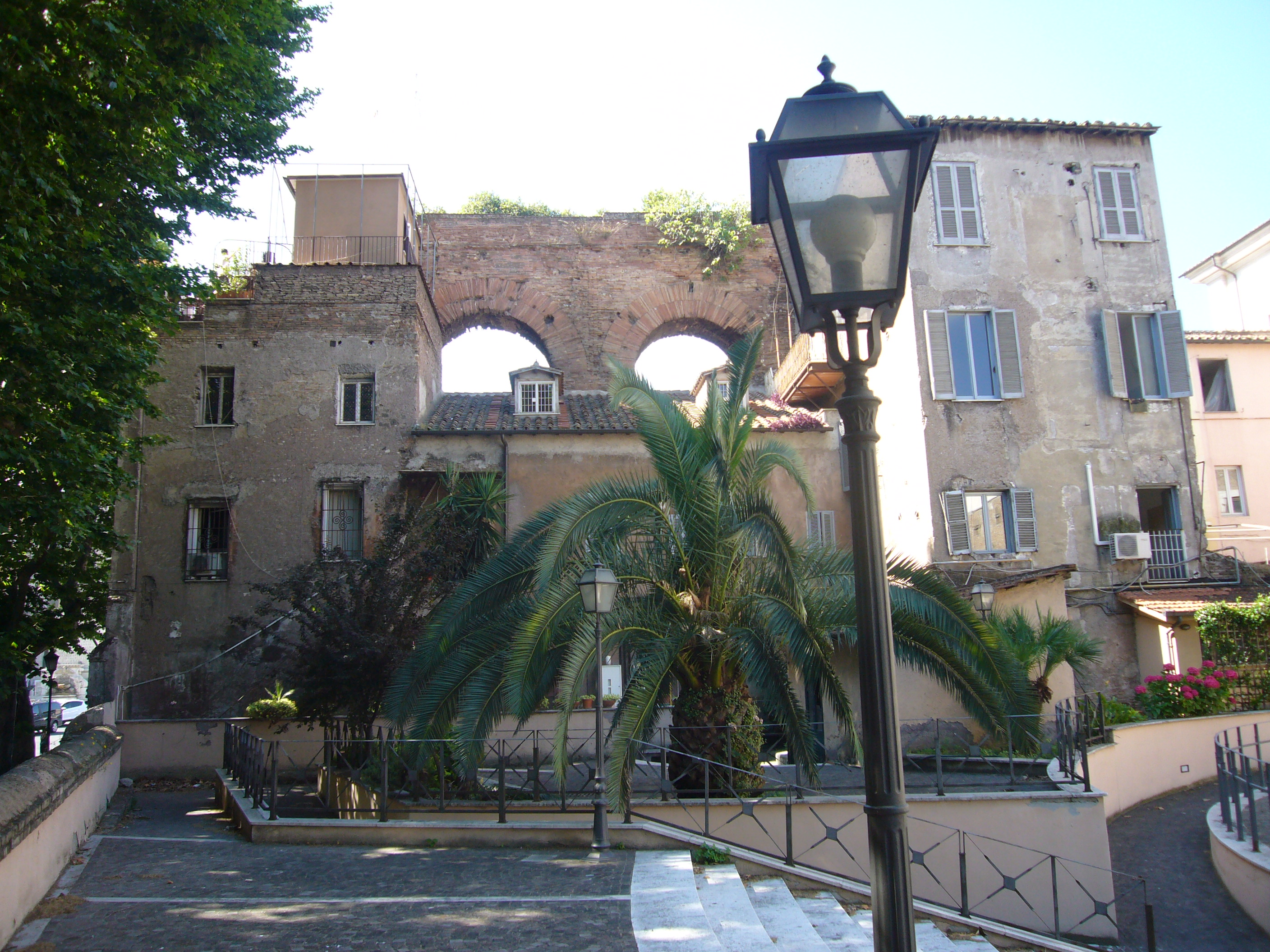
Vista do Aqueduto de Nero por entre as casas do complexo visto a partir do pátio interno do hospital.

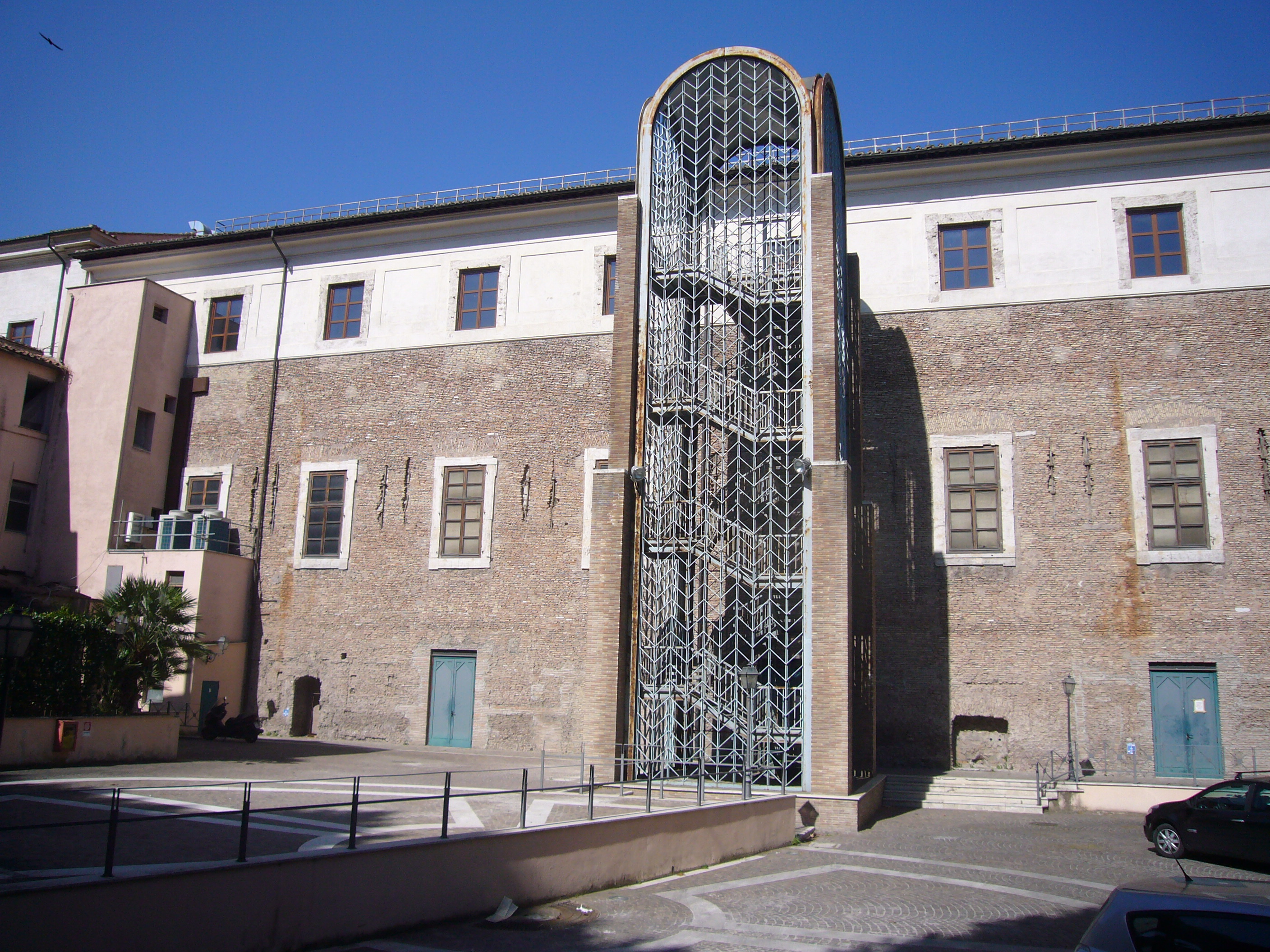
Vista da escadaria lateral moderna no edifício do grande salão.

O complexo, que é parte da Azienda Ospedaliera San Giovanni Addolorata, se estende pela Via Merulana até a igreja de Santi Marcellino e Pietro al Laterano e pela Via San Giovanni in Laterano, ocupando parte da antiga Villa D'Aste. A fachada na Piazza di San Giovanni in Laterano se apresenta com a porção central, que corresponde ao salão interno, dividida por lesenas, ligeiramente avançada e subdividida em duas ordems. A inferior se abre num portal simples flanqueado por duas janelas acima de janelas menores do porão, todas gradeadas, e encimado por uma janela em arco. As laterais da fachada se apresentam em dois pisos com duas janelas cada um e coroadas por um beiral que, na parte central, serve de cornija marcapiano para a ordem superior. Esta se abre numa única grande janela retangular central e termina num tímpano em cujo centro está uma imagem do Salvador. Antigamente havia dois grandes brasões dos lados, do papa Alexandre VII e da Cidade de Roma, mas eles foram removidos.
Mais adiante na Via di San Giovanni, no número 153, está a entrada do antigo cemitério do hospital, constituída por um pequeno portão encimado por uma arquitrave e um tímpano curvo com o brasão do papa Pio VII Chiaramonti e uma inscrição comemorando uma restauração. À esquerda é possível enxergar a abside da igreja de Santa Maria delle Grazie. Hoje desconsagrada, ela servia de capela do hospital e atualmente funciona como necrotério.